# Jomolhari
Jomolhari o Chomolhari (anche scritto Jomolari o Jumolhari, tibetano: ཇོ་མོ་ལྷ་རི; cinese, 绰莫拉日峰), a volte nota come la sposa di Kangchenjunga, è una montagna dell'Himalaya a cavallo tra la Contea di Yadong in Tibet, Cina, e il Distretto di Thimphu in Bhutan. Il suo versante settentrionale si leva di oltre 2 700 metri su piane aride. Da essa scorrono verso sud il Paro Chu (fiume Paro) e verso nord l'Amo Chu.

## Importanza religiosa
La montagna è sacra per i buddisti tibetani, che la ritengono la dimora di una delle Cinque Sorelle Tsheringma (Prosperità), (jo mo tshe ring mched lnga) dee protettrici (Jomo) di Tibet e Bhutan, che si sono impegnate con un voto a Padmasambhava a proteggere il territorio, la fede buddista e le popolazioni locali.
Sul versante bhutanese, verso sud, si leva il "Tempio Jomolhari", a una mezza giornata circa di cammino dalla postazione militare butanese tra Thangthangkha e Jangothang, a un'altitudine di 4 150 metri,  dove trovano alloggio religiosi e pellegrini in visita alla montagna. Accanto al tempio vi sono inoltre diversi altri siti sacri, tra cui grotte di meditazione di Milarepa e Gyalwa Lorepa. A un'ora di cammino e a un'altitudine di circa 4 450 metri si trova inoltre il Tseringma Lhatso, il "lago spirito" di Tsheringma.
In Tibet si svolge annualmente un pellegrinaggio da Pagri allo Jomo Lharang, un lago sacro che giace a un'altitudine di 5 100 metri subito a nord della montagna.

## Storia delle scalate
Essendo il Jomolhari un monte sacro e la dimora delle dee, gli abitanti della zona erano convinti che fosse impossibile scalarlo, e che chiunque fosse salito troppo in alto sarebbe stato scagliato di sotto.
Nonostante la sua imponenza e la spettacolare visibilità dalla vecchia via commerciale tra l'India e Lhasa che percorre la Valle del Chumbi, la montagna è stata oggetto di scarsa attività alpinistica, anche se essa era nota agli scalatori diretti all'Everest ed era stata esplorata dal geologo e alpinista Noel Odell già nel 1924. Nel 1937 un permesso di scalare la montagna sacra è stato concesso sia dai "tibetani" sia dal "Maharajah del Bhutan" a una spedizione guidata da Freddie Spencer Chapman. Sebbene non sia noto alcun rifiuto opposto a richieste precedenti, lo stesso Chapman riteneva che il motivo per cui essa non era mai stata scalata in precedenza risiedesse nel suo carattere sacro. Sei portatori accompagnarono la squadra dei cinque scalatori da Pagri fino al Bhutan attraverso il Sur La, un passo approssimativamente 4 miglia a sud ovest del Jomolhari e 11 miglia a nord est del Tremo La. Chapman e lo sherpa Pasang Dawa Lama (già componente della Spedizione Americana al K2 del 1953) raggiunsero la vetta attraverso lo sperone sud orientale il 21 maggio 1937. La lunga ed epica discesa, cui ebbero la buona sorte di sopravvivere, è descritta in dettaglio nel libro di Chapman, Helvellyn to Himalaya, pubblicato nel 1940.

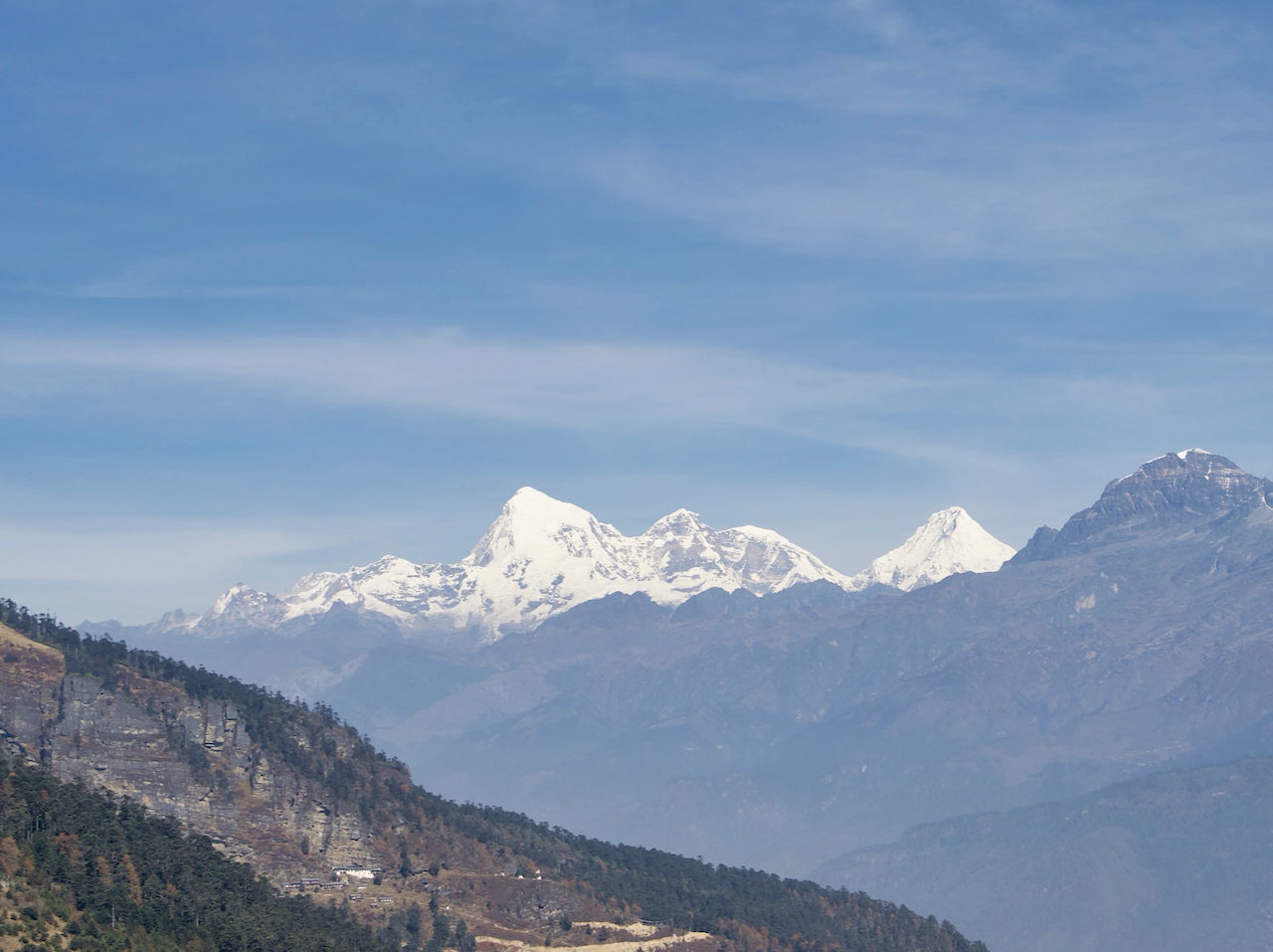
Il Jomolhari dalla strada che collega Paro con il Passo Chelela in Bhutan

La seconda scalata è stata affettuata soltanto il 24 aprile 1970 — lungo lo stesso percorso — da una spedizione militare congiunta indo-bhutanese agli ordini del famoso alpinista colonnello Narendra Kumar, e in essa persero la vita il giorno seguente due scalatori e uno sherpa della spedizione successiva. L'ascesa fu guidata fino alla vetta, attraverso due campi, da Dorjee Lhatoo (Nanda Devi East 1975, West 1981) in coppia con Prem Chand (seconda scalata del Kanchenjunga nel 1977). A Lhatoo era stato affidato dal re del Bhutan l'incarico di posare sulla vetta un'offerta "Sachu Bumter" al fine di "placare" le divintà montane: una coppa — pare — contenente oro, argento e pietre preziose. Il giorno seguente la seconda squadra composta da tre persone fu avvistata in vicinanza della dorsale, dove essa fu oscurata da una nuvola; una volta che questa si fu sollevata, i tre erano scomparsi. Sulla cresta furono rinvenuti da una squadra di ricerca un teleobiettivo e alcune scatolette di frutta. Prem Chand salì fino a lì e riferì di aver sentito proiettili schioccare nel ghiaccio facendone levare schegge: con il che si rinunciò a ogni ulteriore tentativo di localizzare i cadaveri. Lhatoo e Prem Chand, nel corso del loro felice tentativo di ascesa alla vetta, riferirono di aver notato una forte attività dell'Esercito Popolare di Liberazione cinese sulla strada Lhasa-Chumbi. Il motivo della scomparsa dei tre partecipanti è dunque rimasto controverso: sono caduti o sono stati colpiti da proiettili? Erano tutti e tre abbastanza inesperti di scalate, e in tempi successivi Lathoo ha ipotizzato l'incidente, ritenendo, pare — in quanto lui stesso un ex militare Gurkha — improbabile seppure possibile la teoria dei proiettili, in quanto non in grado di stimare la distanza tra la cresta e possibili postazioni cinesi sul versante tibetano. Un resoconto della spedizione è disponibile su Himalayan Journal 2000. Sull'argomento, Prem Chand non si è espresso pubblicamente. L'irritazione dei cinesi nei confronti del Bhutan per la spedizione, unita a problemi di delicatezza da parte di New Delhi, ha portato a un blackout informativo totale su quella che per altri versi è stata una notevole scalata degli indiani.
La terza scalata è stata effettuata nel 1996 da una spedizione congiunta nipponico-cinese, che ha raggiunto il valico meridionale dal versante tibetano, ascendendo alla vetta oltre la cresta meridionale. Il 7 maggio 2004 gli scalatori britannici Julie-Ann Clyma e Roger Payne hanno a loro volta raggiunto la vetta attraverso il valico sud, a 5 800 metri, con un'ascensione di un solo giorno, essendo stati vanificati dai forti venti i tentativi di scalare l'impressionante colonna nord occidentale.
In ottobre del 2006 una squadra slovena di sei membri ha aperto due nuove vie, realizzando la quinta e la sesta ascensione. Rok Blagus, Tine Cuder, Samo Krmelj e Matej Kladnik hanno affrontato il canalone di sinistra del versante nord verso la cresta orientale a 7 100 metri, da dove hanno seguito la cresta fino alla vetta, mentre Marko Prezelj e Boris Lorencic hanno scalato la cresta nord occidentale in un'ascensione durata sei giorni. Per questa scalata, in gennaio 2007 è stato assegnato a Prezelj e Lorencic il Piolet d'Or.

## Galleria d'immagini

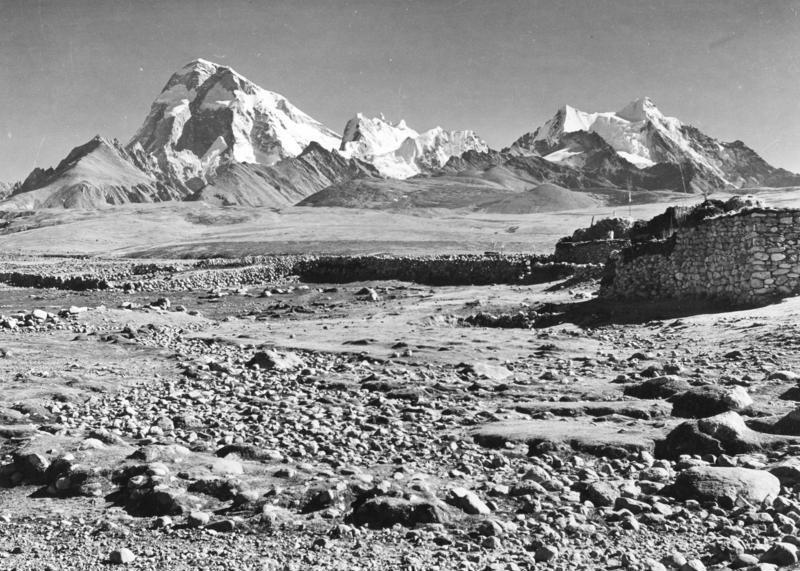
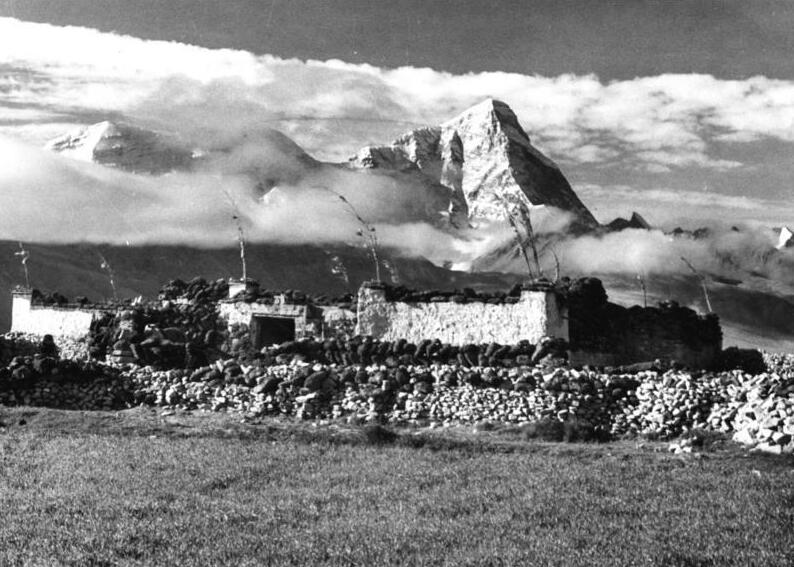
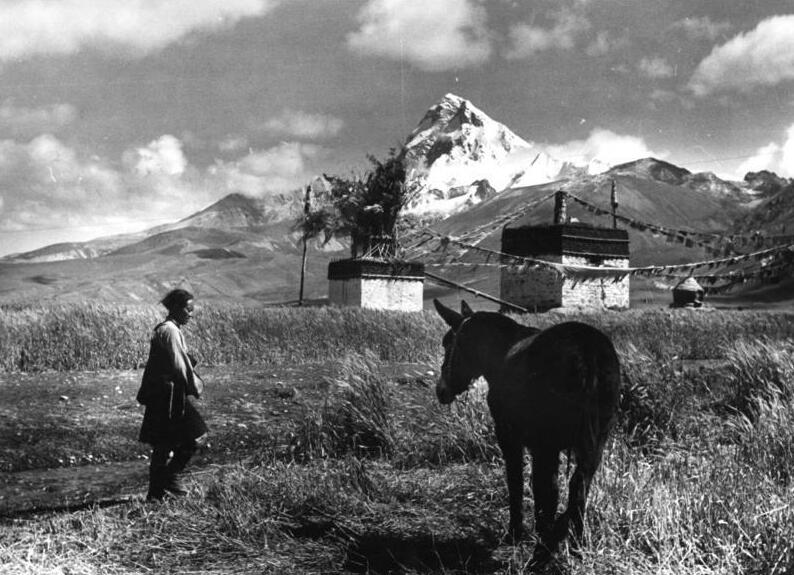
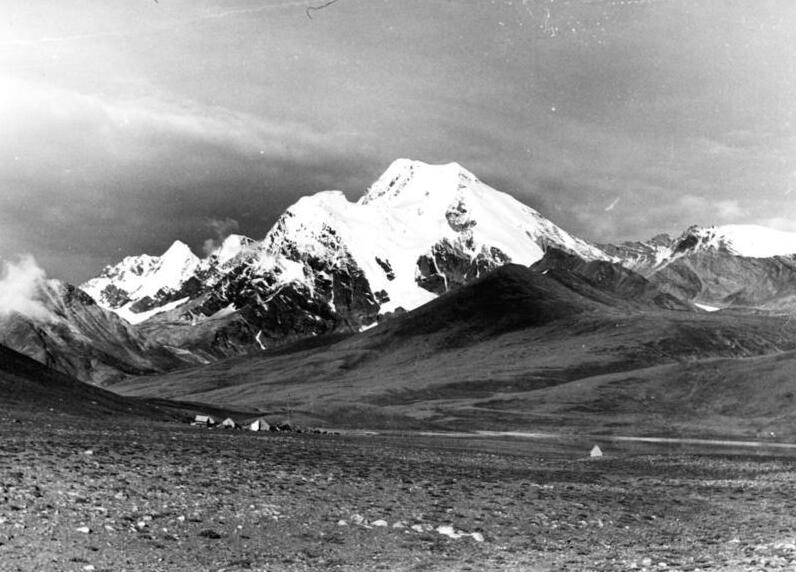
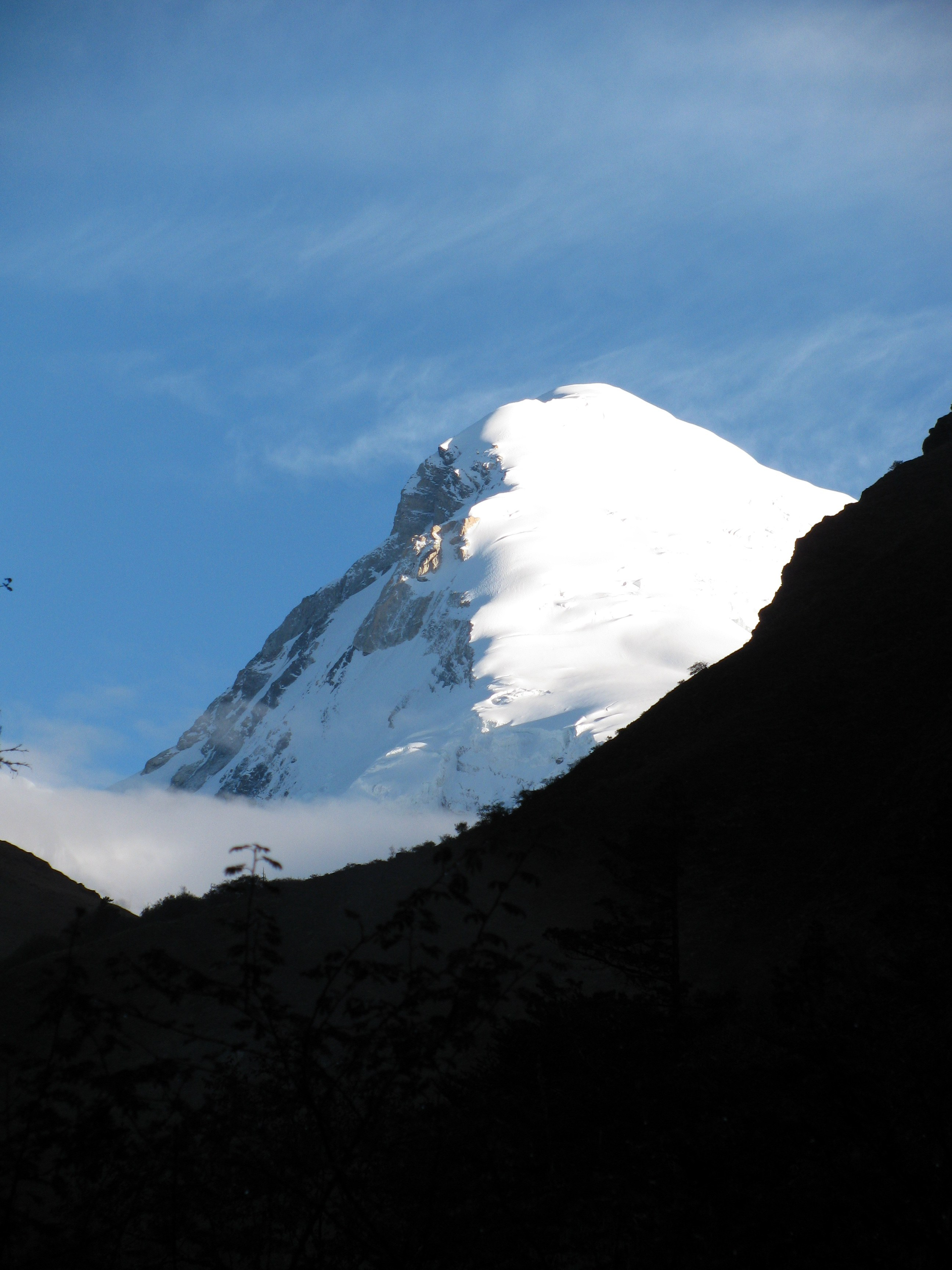
Il Jomolhari all'alba dal campo di Thangthangkha
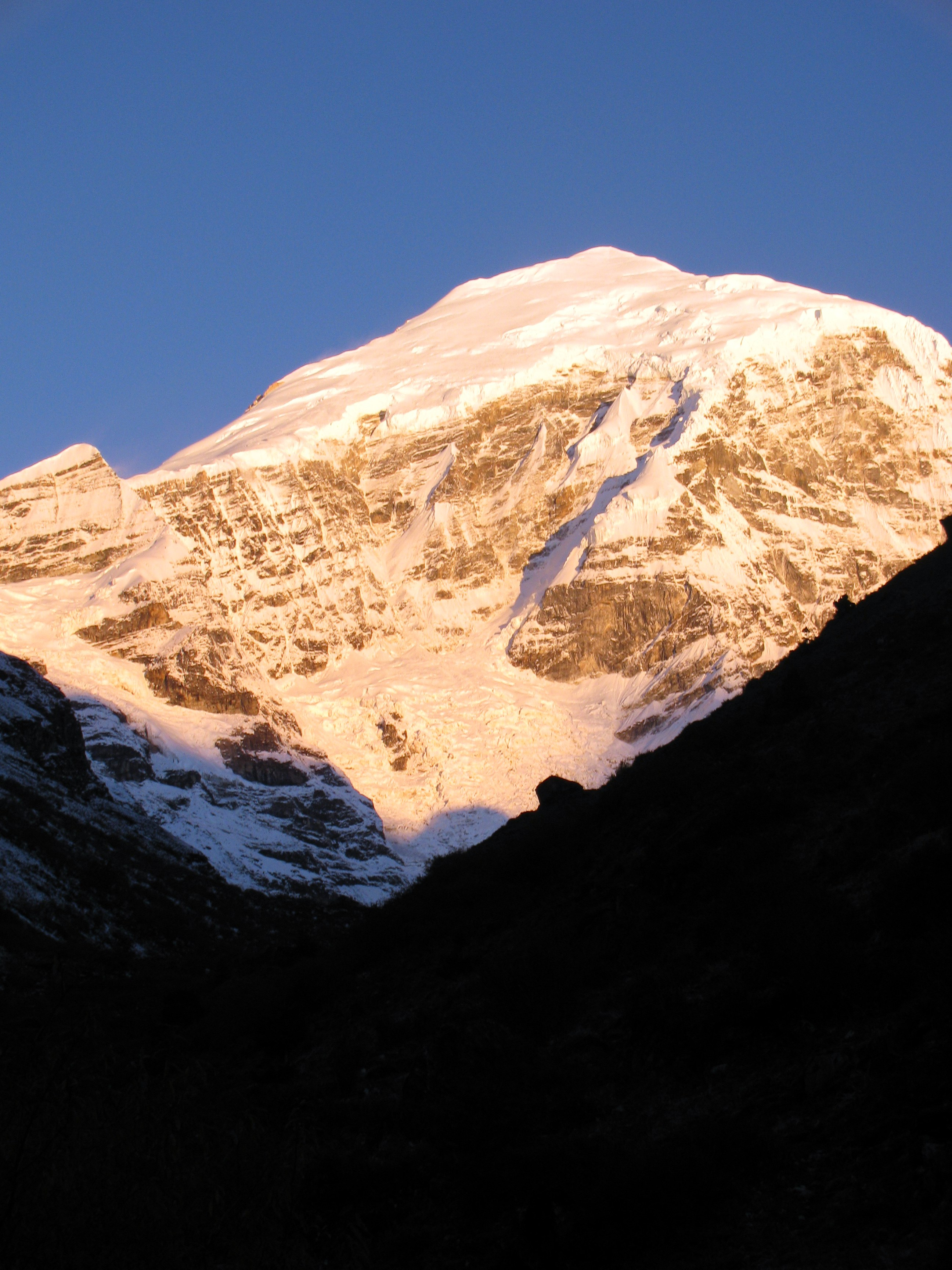
Il Jomolhari all'alba da Jangothang
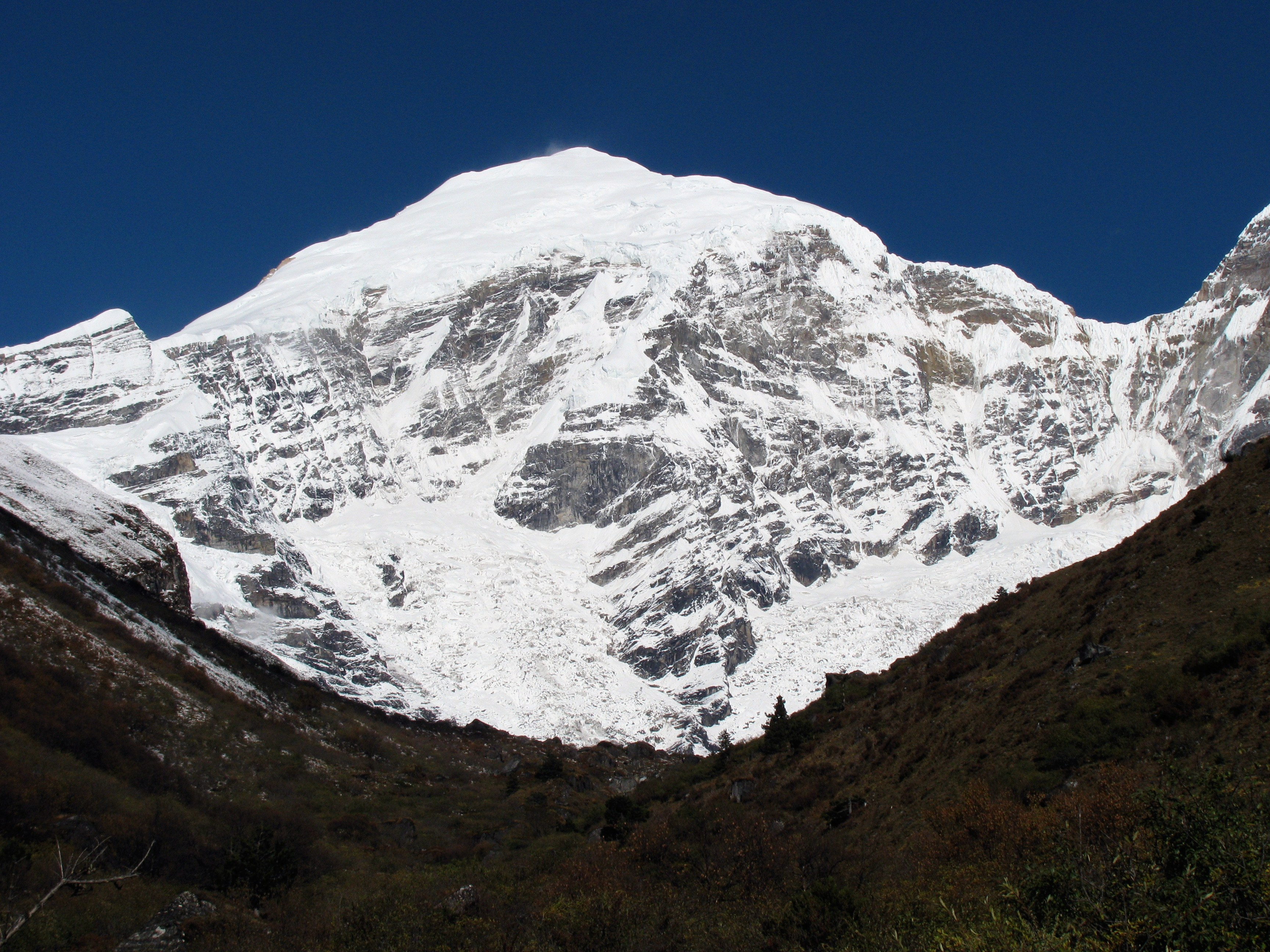
Il Jomolhari da Jangothang, Bhutan
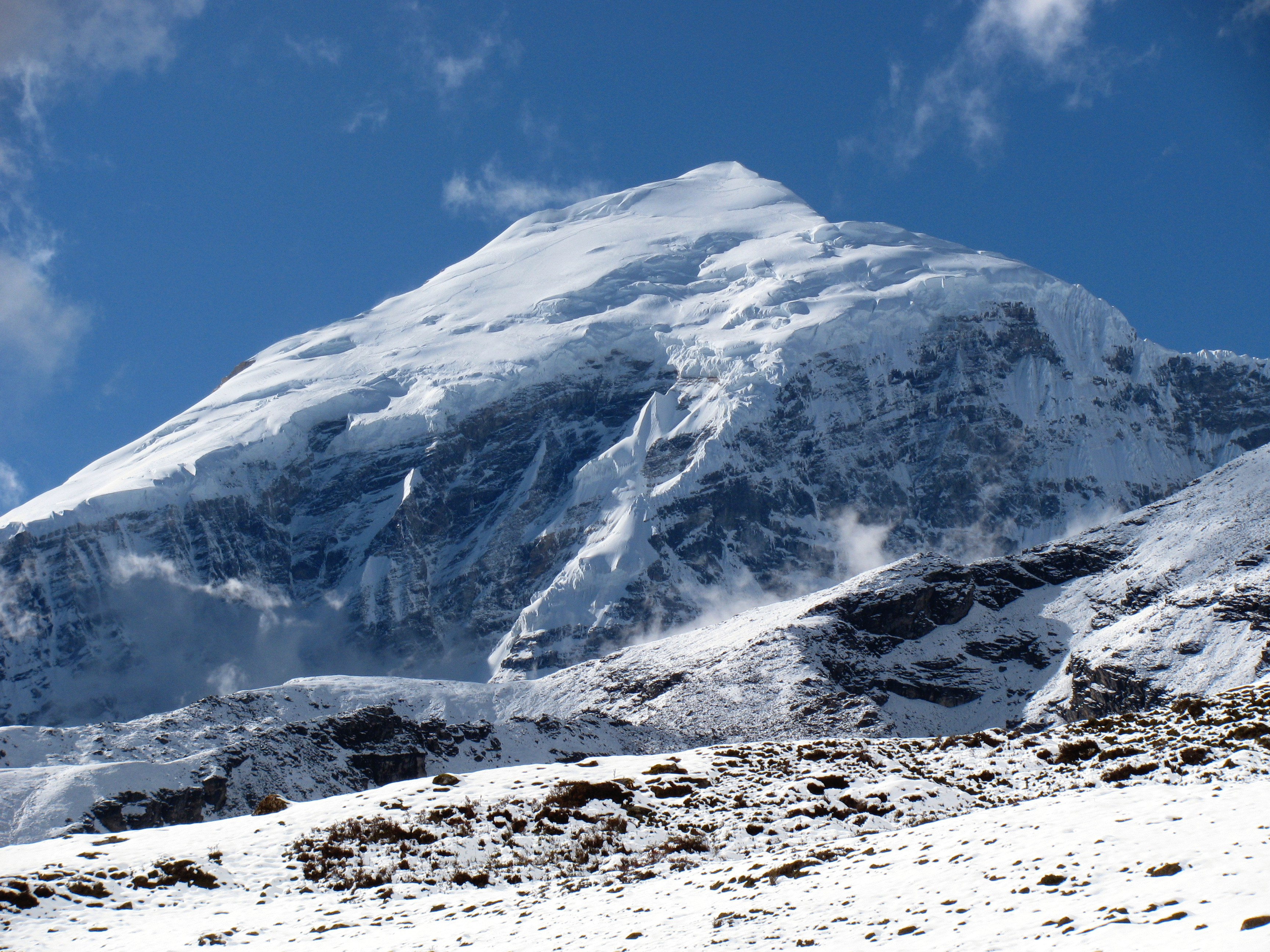
Il Jomolhari visto dai pressi del passo Neleyla
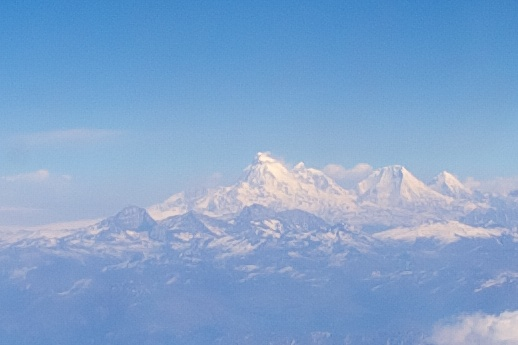
Il Jomolhari visto da un volo Kathmandu - Paro